# مسجد جامع بیجاپور
مسجد جامع بیجاپور مسجدی در ایالت کارناتاکا است. این مسجد را علی عادل‌شاه یکم (سلطنت از ۱۵۵۸ - ۱۵۸۰ میلادی) در سال ۱۵۷۸  پس از پیروزی از امپراتوری ویجایاناگارا در جنگ راکاساگی - تاگاداگی در تالیکتی در ۱۵۶۵ ساخته است.

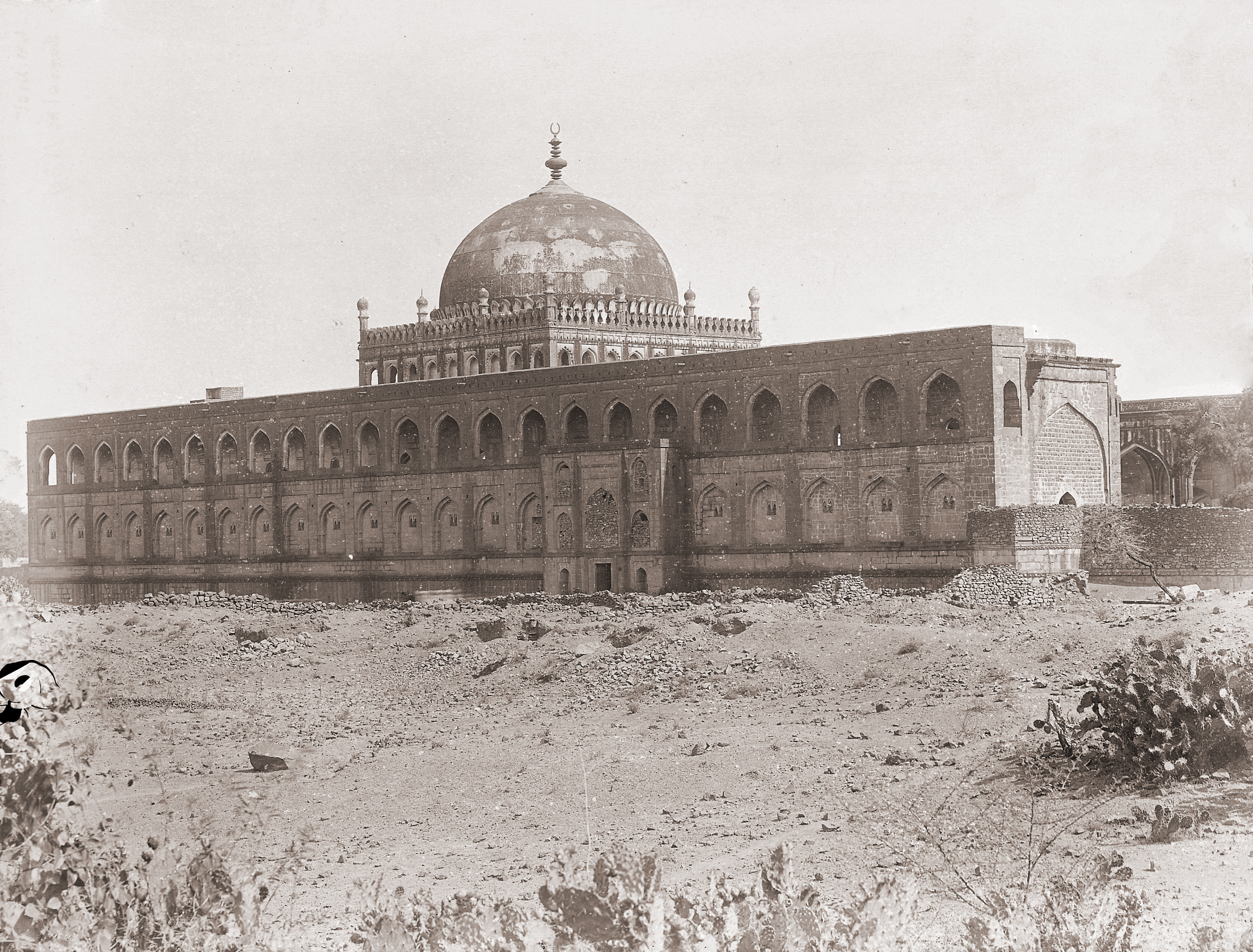
دید به مسجد از جنوب شرقی در سال ۱۸۸۰